# Ooooooohhh... On the TLC Tip
Ooooooohhh...On the TLC Tip es el álbum debut del girl group TLC, lanzado el 25 de febrero de 1992.

## Track listing
| N.º | Título                          | Música                               | Sample(s) | Duración |  |
| 1.  | «Intro»                         |                                      | | 0:30     |  |
| 2.  | «Ain't 2 Proud 2 Beg»           |                                      | | 5:36     |  |
| 3.  | «Shock Dat Monkey»              | Babyface, Lopes, Reid, Simmons       | * "Funky Drummer" by James Brown - "Funky President (People It's Bad)" by James Brown - "Get Me Back on Time, Engine Number 9, Pt. 1" by Wilson Pickett                         | 5:08     |  |
| 4.  | «Intermission I»                |                                      | | 0:19     |  |
| 5.  | «Hat 2 da Back»                 | Austin, Lopes                        | * "Big Ole Butt" by LL Cool J - "Sing a Simple Song" by Sly and the Family Stone - "What Makes You Happy" by KC and the Sunshine Band                                           | 4:16     |  |
| 6.  | «Das Da Way We Like 'Em»        | Austin, Lopes, Marley Marl, Thomas   | * "Think (About It)" by Lyn Collins - "UFO" by ESG | 5:01     |  |
| 7.  | «What About Your Friends»       | Austin, Lopes                        | * "Blues and Pants" by James Brown - "Sing a Simple Song" by Sly and the Family Stone                                                                                           | 4:53     |  |
| 8.  | «His Story»                     | Austin, Lopes                        | | 4:23     |  |
| 9.  | «Intermission IIr»              |                                      | | 0:59     |  |
| 10. | «Bad by Myself»                 | Dupri, Farris, Lopes, Shelton        | * "Last Night Changed It All" by Esther Williams - "Peace Is Not the Word to Play" por Main Source - "Peter Piper" po Run-D.M.C. - "Welcome to the Terrordome" por Public Enemy | 3:55     |  |
| 11. | «Somethin' You Wanna Know»      | Babyface, Kayo, Lopes, Reid, Simmons | | 5:43     |  |
| 12. | «Baby-Baby-Baby»                | Babyface, Reid, Simmons              | | 5:15     |  |
| 13. | «This Is How It Should Be Done» | Lopes, Marley Marl                   | * "I Know You Got Soul" por Eric B. & Rakim - "We're a Winner" por The Impressions                                                                                              | 4:27     |  |
| 14. | «Depend on Myself»              | Austin                               | * "Humpin'" por The Bar-Kays - "Son of Shaft" por The Bar-Kays | 4:11     |  |
| 15. | «Conclusion»                    |                                      | | 0:48     |  |

## Chart

### Álbum
| Chart (1992)       | Posición semanal |
| ------------------ | ---------------- |
| U.S. Billboard 200 | 14               |
| U.S. Heatseekers   | 2                |
| U.S. R&B Albums    | 3                |

### Sencillos
| Año  | Sencillos                 | Pico de posición       | Pico de posición                        | Pico de posición                      | Pico de posición     | Pico de posición       |
| Año  | Sencillos                 | U.S. Billboard Hot 100 | U.S. Hot Dance Music/Maxi-Singles Sales | U.S. Hot R&B/Hip-Hop Singles & Tracks | U.S. Rhythmic Top 40 | U.S. Top 40 Mainstream |
| ---- | ------------------------- | ---------------------- | --------------------------------------- | ------------------------------------- | -------------------- | ---------------------- |
| 1992 | "Ain't 2 Proud 2 Beg"     | 6                      | 1                                       | 2                                     | —                    | —                      |
| 1992 | "Baby-Baby-Baby"          | 2                      | 19                                      | 1                                     | 2                    | 9                      |
| 1992 | "What About Your Friends" | 7                      | 5                                       | 2                                     | 1                    | 18                     |
| 1993 | "Hat 2 da Back"           | 30                     | 26                                      | 14                                    | 14                   | —                      |